# 雷兴翰
雷兴翰（1906年—1989年），男，湖南麻阳人，中国药物化学家，曾任上海医药工业研究院研究员、博士生导师，第三、五届全国人大代表。